# Bibliothèque Claire-Martin
La bibliothèque Claire-Martin est l’une des 26 bibliothèques publiques du réseau de la Bibliothèque de Québec. Elle est située dans l’arrondissement de La Cité-Limoilou, sur la rue Saint Jean-Baptiste, dans le centre ville de Québec.
Anciennement appelée Saint-Jean Baptiste, la ville de Québec inaugure la bibliothèque en 2017 sous le nom de Claire Martin qui est une figure locale littéraire du quartier Saint Jean-Baptiste. Décédée à l’âge de 100 ans en 2014, Claire Martin est l'auteure du livre Dans un gant de fer (1965) qui retrace ses souvenirs d'enfance solitaire écrasée par l'autorité tyrannique du père et la violence du pensionnat religieux. L'écrivaine multirécompensée revient s'installer à Québec en 1982 après plusieurs séjours en France où elle retourne chaque hiver. Après une longue période de silence, elle reprend la plume à la fin des années 1990 et au début des années 2000. Un large public découvre Claire Martin à travers ses nouveaux romans inscrits dans une veine contemporaine tels que Toute la vie (1999), L'Amour impuni (2000), La Brigande (2001) et Il s'appelait Thomas (2003).

## Histoire

### 1978-1981: la naissance de la bibliothèque Saint Jean-Baptiste
La bibliothèque est implantée au cœur d'un parc urbain qui est l'ancien cimetière Saint-Matthew (1772-1860) où se trouve probablement la plus vielle pierre tombale du Québec.
La maison du fossoyeur du cimetière (1822) est transformée en chapelle anglicane en 1827 mais l'édifice religieux est ravagé par un incendie en 1845. L'entrepreneur et maçon John Cliff bâtit une chapelle en pierre en 1848-1849 pouvant accueillir un nombre plus important de fidèles anglicans. Entre 1870 et 1882, l'architecte montréalais William Tutin Thomas effectue des transformations dans un style gothique en s'inspirant du mouvement "Ecclesiological Society" en opposition à l'ère de la révolution industrielle en Angleterre.
L'édifice et son cimetière sont classés monument historique en 1978 par le ministère des Affaires culturelles et des Communications du Québec. En 1980, le diocèse anglican de Québec cède l’église Saint-Matthew de style néo-gothique pour la somme symbolique d’un dollar canadien à la ville de Québec qui devient le nouveau propriétaire. L'institut canadien de Québec et la ville de Québec transforment l'église anglicane à de nouvelles fonctions de bibliothèque. La même année, les architectes Gagnon, Letellier et Cyr procèdent à des travaux d’aménagements en conservant les ornements intérieurs et la structure originelle de l’église. Les vitraux dont certains proviennent de l'atelier Clutterbuck de Londres, le chœur en chêne sculpté par Percy Bacon, l'autel et la chaire réalisés par l'atelier de Félix Morgan sont des éléments patrimoniaux valorisés par les transformations du bâtiment.

### Années 1980-1990: de la succursale à la bibliothèque de quartier
L'institut canadien du Québec développe un réseau de bibliothèques dans les années 1980 jusqu'aux années 1990 dans les nouveaux quartiers annexés de la ville de Québec. Une nouvelle vision de la bibliothèque de quartier émerge et se développe en tant que centre culturel ancré dans son territoire. La bibliothèque Saint Jean-Baptiste (actuelle bibliothèque Claire-Martin) qui reste dans son écrin médiéval fait partie de cette nouvelle génération de bibliothèques modernes qui doivent être accueillantes et fonctionnelles pour le grand public. A la fin des années 1990, la bibliothèque est restaurée par une série de travaux de consolidation de la structure et de remise aux normes du bâtiment.

## La nouvelle bibliothèque Claire-Martin
La bibliothèque Saint Jean-Baptiste est rebaptisée Claire Martin par le comité de toponymie de la ville de Québec à l'occasion de sa prochaine réouverture en juin 2017. Fermée temporairement durant la durée des travaux qui ont démarré en novembre 2016, la bibliothèque Claire-Martin est inaugurée le 11 juin 2017. Les murs repeints en blanc révèlent la beauté des vitraux anciens. L’architecte Pierre Bouvier de la compagnie Atlante Architecture Design Inc aménage les rayonnages blancs de manière symétrique. Cet agencement du mobilier apporte une grande perspective à l’allée centrale dégagée qui accentue la hauteur des voûtes boisées. Dans la perspective d'accueillir environ 110 000 visiteurs par année, des postes informatiques sont ajoutés dans l'espace numérique et l'espace pour enfants est nouvellement agencé.

### Services
- Chute de documents
- Documents de référence
- Galerie d'art
- Guichet automatique de prêt
- Internet sans fil
- Jeux de société
- Ordinateurs
- Photocopie, numérisation et télécopie
- Piano électronique : Il est possible d’utiliser gratuitement, pour une période de deux heures, un piano électronique et un casque d’écoute. Cela permet de jouer sur place les partitions de musique disponibles dans les rayons avant de les emprunter pour la maison.
- Réservation en libre accès
- Revues et journaux
- Secteurs pour enfants

#### Prêts de documents et objets
- Livres
- Livres numériques
- Revues et journaux
- Bandes dessinées et mangas
- Cours de langue
- Films documentaires
- Jeux de console
- Prêt entre bibliothèques
- Retour universel et collection flottante

#### Collections signature
- Collection Claire Martin
- Collection consacrée à l'histoire patrimoniale et locale du quartier Saint Jean-Baptiste

#### Activités et animation
- Contes en famille

#### Galerie d'art
- La bibliothèque Claire-Martin est l'une des bibliothèques de Québec qui possède une galeries d’art permettant aux artistes de bénéficier d’équipements et d’installations modernes dans un réseau de bibliothèques qui assure une grande visibilité auprès du public. Plusieurs expositions sont présentées tout au long de l’année.

## Annexes

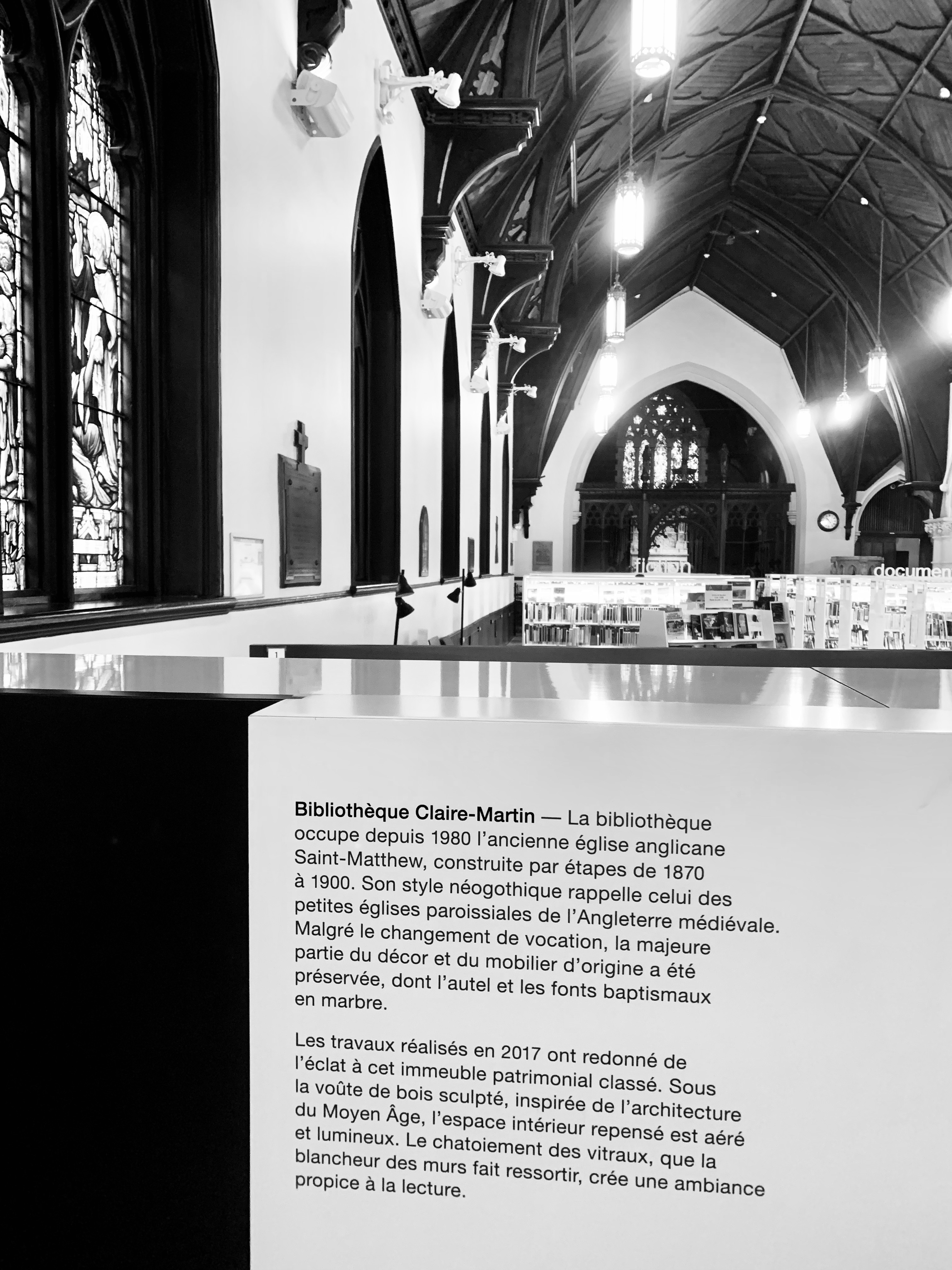
Entrée, à l'intérieur de la bibliothèque (2022).
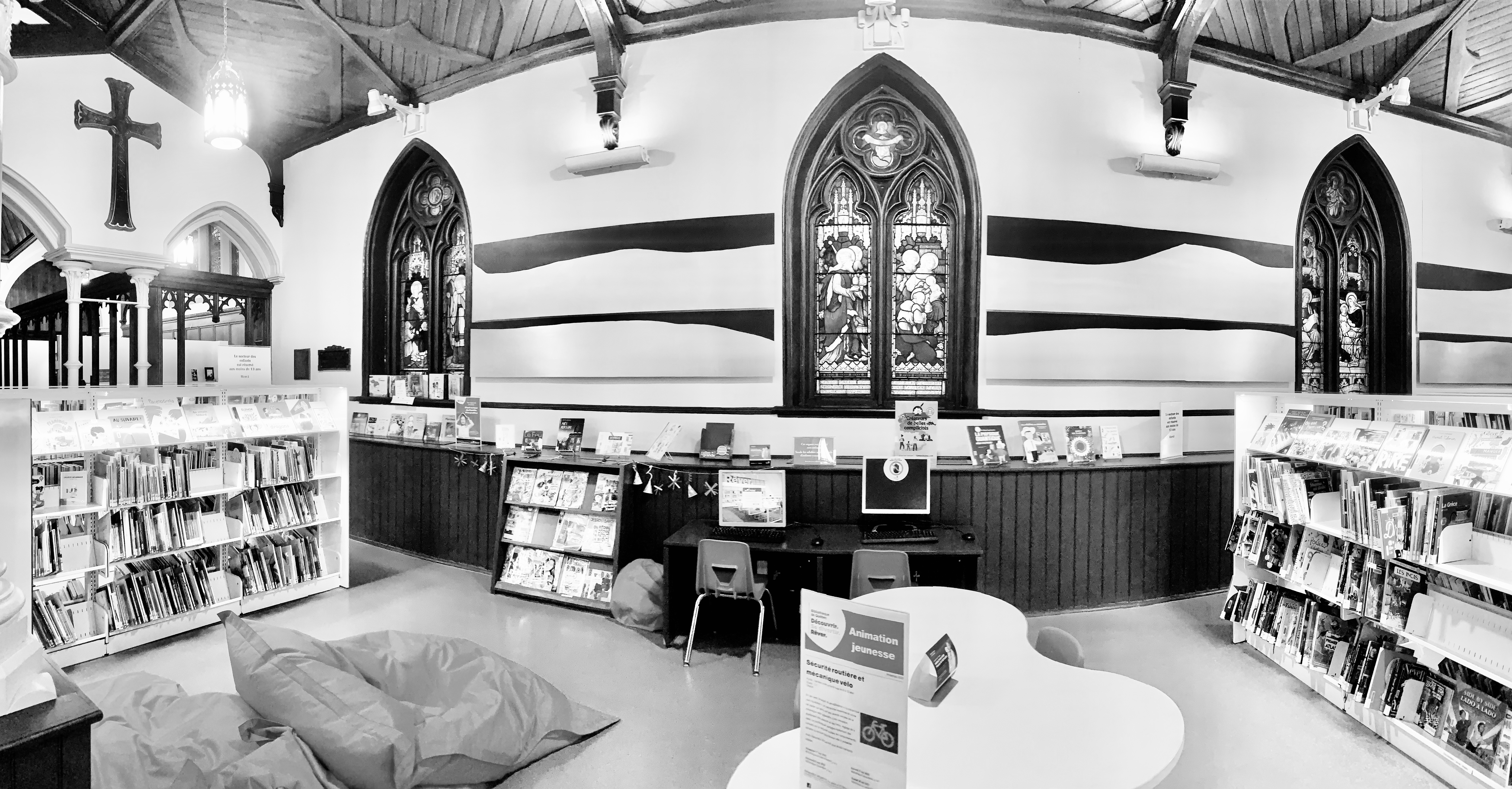
Espace pour enfants, intérieur de la bibliothèque (2022).
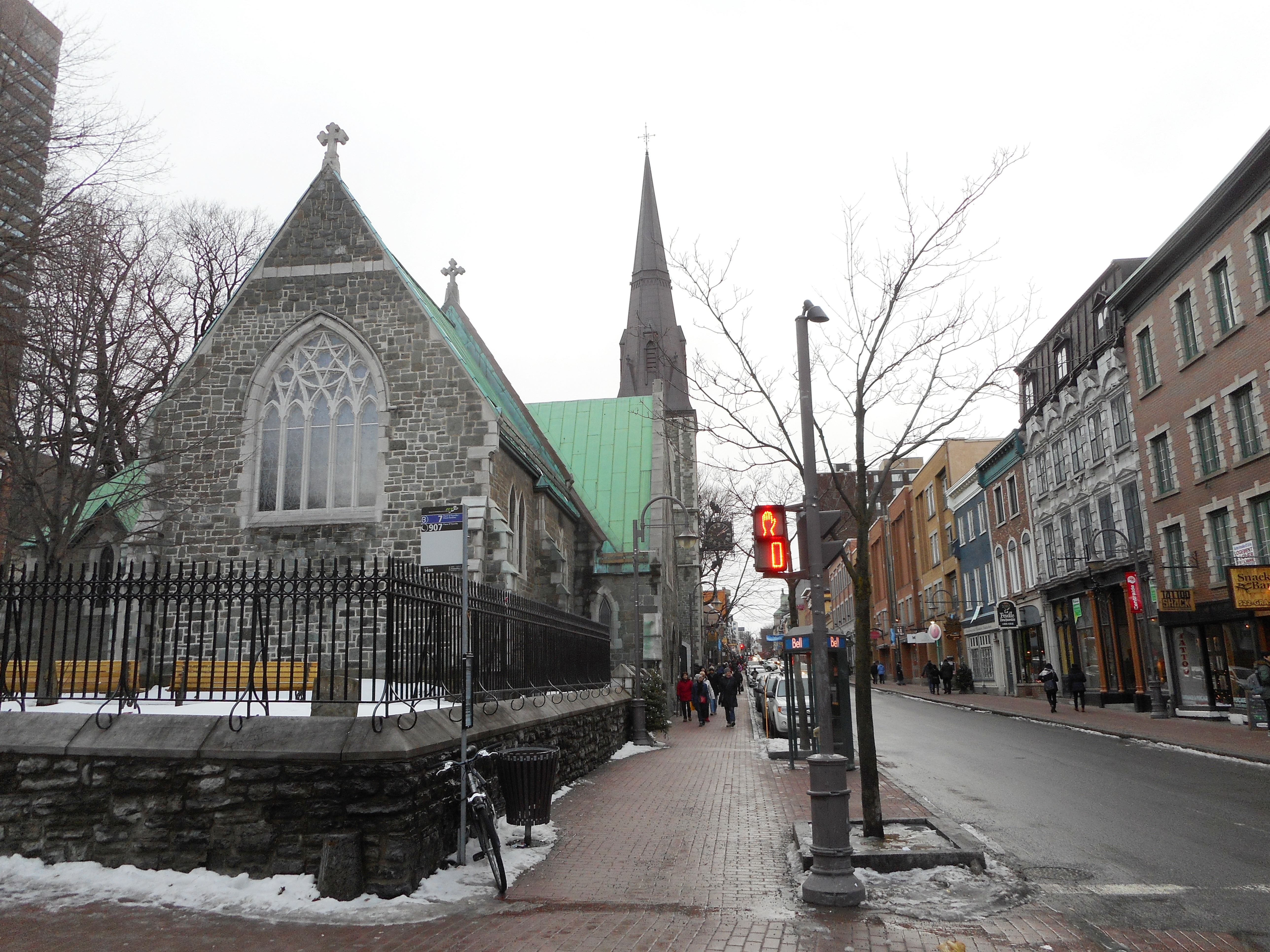
Bibliothèque Saint-Jean-Baptiste (ancienne église St. Matthew), vue depuis la rue Saint-Jean, dans le faubourg Saint-Jean-Baptiste, à Québec (2014).